# Campeonato Mundial de Esqui Estilo Livre de 2019 - Halfpipe masculino
A prova do halfpipe masculino do Campeonato Mundial de Esqui Estilo Livre de 2019 foi realizada entre os dias 7 e 9 de fevereiro na cidade de Park City,  em Utah, nos Estados Unidos. 

## Medalhistas
| Ouro               | Prata               | Bronze            |
| Aaron Blunck (USA) | Kevin Rolland (FRA) | Noah Bowman (CAN) |

## Resultados
Um total de 24 esquiadores participaram da competição.  A prova ocorreu dia 7 de fevereiro com inicio às 13:30. Os 10 melhores avançaram para a final.

### Qualificação
| Pos. | Bib | Ordem | Nome           | Nacionalidade  | Corrida 1 | Corrida 2 | Melhor | Notas |
| ---- | --- | ----- | -------------- | -------------- | --------- | --------- | ------ | ----- |
| 1    | 2   | 1     | David Wise     | Estados Unidos | 92.00     | 18.00     | 92.00  | Q     |
| 2    | 1   | 6     | Simon d'Artois | Canadá         | 82.40     | 91.80     | 91.80  | Q     |
| 3    | 6   | 3     | Aaron Blunck   | Estados Unidos | 9.80      | 91.60     | 91.60  | Q     |
| 4    | 4   | 5     | Alex Ferreira  | Estados Unidos | 73.00     | 91.40     | 91.40  | Q     |
| 5    | 10  | 2     | Kevin Rolland  | França         | 91.20     | 10.60     | 91.20  | Q     |
| 6    | 17  | 22    | Birk Ruud      | Noruega        | 89.60     | 41.00     | 89.60  | Q     |
| 7    | 3   | 10    | Nico Porteous  | Nova Zelândia  | 87.00     | 68.00     | 87.00  | Q     |
| 8    | 5   | 7     | Noah Bowman    | Canadá         | 84.00     | 86.40     | 86.40  | Q     |
| 9    | 9   | 4     | Taylor Seaton  | Estados Unidos | 85.20     | 83.20     | 85.20  | Q     |
| 10   | 7   | 8     | Thomas Krief   | França         | 25.00     | 84.60     | 84.60  | Q     |
| 11   | 8   | 9     | Brendan MacKay | Canadá         | 70.20     | 84.00     | 84.00  |       |
| 12   | 16  | 24    | Evan Marineau  | Canadá         | 45.00     | 83.80     | 83.80  |       |
| 13   | 12  | 18    | Birk Irving    | Estados Unidos | 83.60     | 64.60     | 83.60  |       |
| 14   | 18  | 11    | Andreas Gohl   | Áustria        | 4.40      | 73.80     | 73.80  |       |
| 15   | 13  | 15    | Robin Briguet  | Suíça          | 63.80     | 37.40     | 63.80  |       |
| 16   | 15  | 13    | Roman Egorov   | Rússia         | 59.80     | 36.60     | 59.80  |       |
| 17   | 52  | 12    | Felix Coudouy  | França         | 56.00     | 6.00      | 56.00  |       |
| 18   | 24  | 16    | Brendan Newby  | Irlanda        | 50.40     | 41.00     | 50.40  |       |
| 19   | 23  | 19    | Sam Ward       | Grã-Bretanha   | 49.40     | 45.40     | 49.40  |       |
| 20   | 11  | 14    | Mao Bingqiang  | China          | 45.80     | 36.40     | 45.80  |       |
| 21   | 14  | 20    | He Binghan     | China          | 40.60     | 39.00     | 40.60  |       |
| 22   | 20  | 17    | Sun Jingbo     | China          | 39.80     | 37.80     | 39.80  |       |
| 23   | 22  | 21    | Marco Ladner   | Áustria        | 24.80     | 5.00      | 24.80  |       |
| 24   | 19  | 23    | Li Songsheng   | China          | 3.80      | 3.00      | 3.80   |       |

### Final
A final foi iniciada às 19:00 do dia 9 de fevereiro. 
| Pos.              | Bib | Nome           | Nacionalidade  | Corrida 1 | Corrida 2 | Corrida 3 | Melhor | Notas |
| ----------------- | --- | -------------- | -------------- | --------- | --------- | --------- | ------ | ----- |
| Medalha de ouro   | 8   | Aaron Blunck   | Estados Unidos | 91.80     | 42.00     | 94.20     | 94.20  |       |
| Medalha de prata  | 6   | Kevin Rolland  | França         | 93.80     | 33.00     | 33.80     | 93.80  |       |
| Medalha de bronze | 3   | Noah Bowman    | Canadá         | 90.00     | 43.00     | 91.60     | 91.60  |       |
| 4                 | 9   | Simon d'Artois | Canadá         | 91.00     | 91.40     | 28.80     | 91.40  |       |
| 5                 | 5   | Birk Ruud      | Noruega        | 7.40      | 28.00     | 88.20     | 88.20  |       |
| 6                 | 1   | Thomas Krief   | França         | 12.60     | 16.20     | 87.00     | 87.00  |       |
| 7                 | 10  | David Wise     | Estados Unidos | 80.60     | 86.60     | 86.00     | 86.60  |       |
| 8                 | 7   | Alex Ferreira  | Estados Unidos | 84.20     | 30.40     | 83.00     | 84.20  |       |
| 9                 | 4   | Nico Porteous  | Nova Zelândia  | 31.00     | 33.20     | 83.60     | 83.60  |       |
| 10                | 2   | Taylor Seaton  | Estados Unidos | 82.80     | 30.40     | 18.80     | 82.80  |       |

Legenda
| Recorde mundial       | Recorde mundial (World record)               |                       | Recorde africano                      | Recorde africano (African) |                                           | Q | Classificado por posição (Qualified) |
| Recorde do campeonato | Recorde do campeonato (Championship record)  | Recorde da América    | Recorde da América (Americas)         | q                          | Classificado por melhor tempo (Qualified) |   |                                      |
| Melhor marca do ano   | Melhor marca do ano (World leading)          | Recorde asiático      | Recorde asiático (Asian)              | DNS                        | Não largou (Did not start)                |   |                                      |
| Recorde nacional      | Recorde nacional (National record)           | Recorde europeu       | Recorde europeu (European)            | DNF                        | Não terminou (Did not finish)             |   |                                      |
| Recorde pessoal       | Recorde pessoal do atleta (Personal best)    | Recorde da Oceania    | Recorde da Oceania (Oceania)          | DSQ / DQ                   | Desclassificado (Disqualified)            |   |                                      |
| Recorde da temporada  | Recorde da temporada do atleta (Season best) | Recorde sul-americano | Recorde sul-americano (South America) | NM                         | Sem marca (No mark)                       |   |                                      |